# Hiéroglyphe égyptien M22
Pour les articles homonymes, voir Jonc (homonymie).
Le jonc, en hiéroglyphes égyptiens, est classifié dans la  section M « Arbres et plantes » de la liste de Gardiner ; il y est noté M22.

## Représentation
Il représente un plant de jonc (Arundo donax ?). Il est translittéré nḫb.

## Utilisation
| n · x | b | t | M22 |

| n · x | b | t | M22 |

| M22 | t | b |

| M22 | t | b |

| M22 | M22 |

| M22 | M22 |

| M23 |

| M23 |